# الإثباتية
الإثباتية أو الدليلية هي أطروحة في نظرية المعرفة تنص على أهمية وجود دليل يدعم الاعتقاد. ولذلك فإن الإثباتية هي أطروحة حول المعتقدات التي يمكن تبريرها بالأدلة والحجج وأيُّها ليست كذلك.